# Isidro Martínez Oblanca
Isidro Manuel Martínez Oblanca, né le 12 novembre 1956, est un homme politique espagnol membre du Forum des Asturies (FAC).
Il est élu député de la circonscription électorale des Asturies lors des élections générales de décembre 2015.

## Biographie

### Vie privée
Il est marié et père de trois enfants. Son père, Isidro Martínez Montero, est mort le 15 octobre 2017 à Gijón.

### Études et profession
Il suit des études d'infirmier à l'université d'Oviedo et obtient son diplôme en 1983. Il a travaillé à l'hôpital de la Croix Rouge de Gijón et à la mutuelle des accidents du travail de cette même ville.

### Débuts locaux
Il est élu conseiller municipal de Gijón lors des élections municipales de 1983 sur la liste de l'Alliance populaire. Il est investi en sixième position sur la liste de l'AP dans la circonscription centrale à l'occasion des élections asturiennes de juin 1987. Il est alors élu député de la Junte générale de la principauté des Asturies avec sept autres de ses collègues.
Il ne réalise qu'un seul mandat parlementaire mais est réélu conseiller municipal de Gijón lors des échéances électorales de 1991 et 1995 pour le compte du désormais Parti populaire.

### Sénateur de l'ère Aznar
Il est investi en deuxième position sur le billet sénatorial du parti en vue des élections générales de mars 1996. Alors que les conservateurs de José María Aznar triomphent pour la première fois depuis le retour de la démocratie en 1977 et s'emparent de la majorité relative au Congrès des députés, le PP remporte trois des quatre sièges de sénateurs de la circonscription et parvient à détrôner les socialistes dans un de leurs fiefs. Martínez Oblanca obtient, lui, le soutien de 282 622 électeurs et réalise le deuxième score des Asturies. Élu au Sénat, il siège à la commission de l'Intérieur et de la Fonction publique et à la commission spéciale pour l'Étude des problèmes du monde rural. Membre de la commission des Pétitions, il en devient premier secrétaire en janvier 1998 et préside la commission spéciale sur les réseaux informatiques à partir de juin 1999.
De nouveau investi pour les élections législatives de mars 2000 au cours desquelles Aznar remporte la majorité absolue au Congrès des députés, il conserve son mandat à la chambre haute des Cortes Generales après avoir bénéficié de 285 856 voix et du deuxième meilleur score derrière Juan Manuel Campos. À l'ouverture de la législature, il est nommé porte-parole adjoint du groupe parlementaire populaire et entre, à ce titre, comme membre titulaire de la députation permanente. Il intègre les commissions de la Science et de la Technologie, de l'Intérieur et du Régime des administrations publiques, et de la Société de l'Information et de la Recherche. Il est, de plus, membre titulaire du groupe d'amitié avec la Chambre des conseillers de Tunisie.

### Député régional et sénateur désigné
Il participe avec treize autres personnes à la fondation du Forum des Asturies (FAC) issu d'une scission du PP dans le but de donner suite à la volonté avortée de Francisco Álvarez-Cascos de se présenter aux élections asturiennes de mai 2011 comme candidat à la présidence des Asturies pour le compte du PP. Fondateur de la section locale à Gijón, il intègre la direction du parti au poste de secrétaire général du comité de la promotion locale de Gijón présidé par la maire Carmen Moriyón.
Lors de ces élections, il figure en sixième position sur la liste du FAC dans la circonscription centrale. Il retrouve alors son mandat à la chambre législative régionale et est désigné sénateur régional par l'assemblée plénière de la Junte générale le 20 juillet suivant. Intégrant le groupe mixte, il siège comme porte-parole à la commission de la Santé, de la Politique sociale et de la Consommation jusqu'à la dissolution des Cortes le 26 septembre 2011. Il est confirmé dans son mandat de sénateur régional après la tenue des élections asturiennes anticipées de 2012 faisant suite au rejet du projet de budget présenté par Álvarez-Cascos alors chef de l'exécutif régional. Il siège comme porte-parole à la commission de l'Économie et de la Compétitivité, à celle des Finances et des Administrations publiques et à celle de l'Égalité. Il est membre de la commission des Nominations et vice-porte-parole de celle chargée de l'Étude du problème des drogues.
Alors que son mandat sénatorial venait d'arriver à échéance, Isidro Martínez redevient député régional en raison de la démission d'Esther Landa,. Il affronte son collègue Inaciu Iglesias lors des primaires visant à choisir le candidat tête de liste pour les élections générales de décembre 2015 et remporte le suffrage des militants.

### Député national
Après la signature d'un accord entre le PP et le FAC, il postule en deuxième position sur la liste de coalition menée par Susana López Ares dans la circonscription des Asturies,. Recueillant 187 568 voix et plus de 30 % des suffrages, la liste remporte trois mandats. Occupant désormais un siège au Congrès des députés, il est membre de la commission du Statut des députés et porte-parole de la commission de l'Industrie, de l'Énergie et du Tourisme. Il est réélu après la tenue du scrutin législatif anticipé de juin 2016 et vote favorablement à l'investiture de Mariano Rajoy comme le stipule l'accord de coalition,. Conservant ses responsabilités parlementaires, il devient membre suppléant de la députation permanente.